# زوزانا استیوینووا ملادشی
زوزانا استیوینووا ملادشی (چکی: Zuzana Stivínová mladší؛ زادهٔ ۲۴ ژوئیهٔ ۱۹۷۳) بازیگر و خواننده اهل جمهوری چک است.
از فیلم‌ها یا برنامه‌های تلویزیونی که وی در آن نقش داشته‌است، می‌توان به سه شهریار و باتوری اشاره کرد.